# Steyr 100
La Steyr 100 est un modèle de petite automobile familiale routière du constructeur autrichien Steyr-Daimler-Puch produit de 1934 à 1940. Ce modèle à quatre portes est conçu par Karl Jenschke (1899-1969). Produit à Steyr, une partie de sa fabrication est confiée à la Gläser-Karosserie GmbH à Dresde.

## Conception

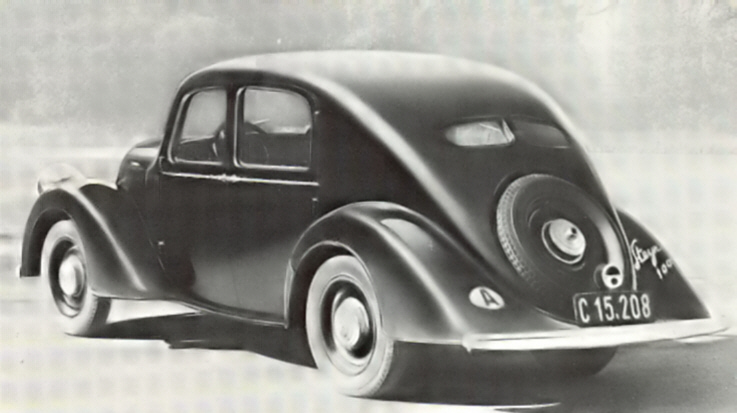
La Steyr 100 berline 4 portes, 1935.

La voiture accueille un moteur 4-cylindres en ligne avec une boite manuelle à quatre rapports, une propulsion et une suspension à ressort à lames. Le 22 septembre 1934, une Steyr 100 fut la première voiture à passer le nouveau col routier de la Haute route alpine du Grossglockner. Jusqu'en 1936, 2850 voitures ont été fabriquées. 
Le nouveau modèle Steyr 200 qui sort la même année est équipé d'un moteur plus puissant et d'un démarreur. En 1940, plus de 5000 véhicules ont été fabriqués.